# Уилкинсон, Колм
Колм Уилкинсон (англ. Colm Wilkinson, 5 июня 1944 года, Дримна, Ирландия) — ирландский тенор, первый исполнитель роли Жана Вальжана в английской и американской версиях мюзикла «Отверженные», первый исполнитель роли Призрака в канадской версии мюзикла «Призрак оперы». Уилкинсон представлял Ирландию на конкурсе песни «Евровидение» в 1978 году, заняв пятое место с песней «Born to sing» (Рождён, чтобы петь).
В 2012 году в экранизации мюзикла «Отверженные» исполнил роль епископа Диньского (Жана Вальжана играл Хью Джекман).